# Bracon curticaudis
Bracon curticaudis är en stekelart som beskrevs av Szepligeti 1901. Bracon curticaudis ingår i släktet Bracon och familjen bracksteklar. Inga underarter finns listade.